# Budimir (Trilj)
Budimir falu Horvátországban Split-Dalmácia megyében. Közigazgatásilag Triljhez tartozik.

## Fekvése
Splittől légvonalban 31, közúton 44 km-re északkeletre, Sinjtől légvonalban 20, közúton 24 km-re délkeletre, községközpontjától 12 km-re délkeletre a dalmát Zagora területén, a Kamešnica-hegység és a Cetina szurdokvölgye közötti karsztmezőn, a 60-as számú főút mellett fekszik.

## Története
A település területe már az ókorban is lakott volt. Ezt bizonyítják az itt található illír halomsírok és vármaradványok, melyek közül a legnagyobb éppen a plébániatemplom közelében található. A rómaiak idejében itt vezetett  át a Tilluriumből Naronába vezető út. Több helyen találhatók középkori sírkövek is, melyek igazolják e terület középkori lakottságát. A török a 16. század elején szállta meg ezt a területet és uralma közel kétszáz évig tartott. Az 1699-es karlócai béke értelmében még török kézen maradt. Az 1718-ban megkötött pozsareváci béke azonban az új határt már a Kamešnica-hegységnél húzta meg, így a település végleg felszabadult. A Kamešnica környéki falvakat a velencei uralom első éveiben 1691 után telepítették be Hercegovinából érkezett keresztény lakossággal. Lakói egészen 1936-ig az 1732-ben alapított ugljanei plébániához tartoztak. A velencei uralomnak 1797-ben vége szakadt és osztrák csapatok vonultak be Dalmáciába. 1806-ban az osztrákokat legyőző franciák uralma alá került, de Napóleon lipcsei veresége után 1813-ban újra az osztrákoké lett. A településnek 1857-ben 505, 1910-ben 458 lakosa volt. 1918-ban az új szerb-horvát-szlovén állam, majd később Jugoszlávia része lett. Plébániáját 1936-ban alapították, de a plébániaházat a második világháború idején felgyújtották és azóta sem építették újjá. A plébános ma is a szomszédos Biorine faluban lakik. A háború után a szocialista Jugoszláviához került. 1991 óta a független Horvátországhoz tartozik. Az 1960-as évek óta lakossága folyamatosan csökkent. 2011-ben a településnek 106 lakosa volt.

## Lakosság
| Lakosság változása | Lakosság változása | Lakosság változása | Lakosság változása | Lakosság változása | Lakosság változása | Lakosság változása | Lakosság változása | Lakosság változása | Lakosság változása | Lakosság változása | Lakosság változása | Lakosság változása | Lakosság változása | Lakosság változása | Lakosság változása |
| ------------------ | ------------------ | ------------------ | ------------------ | ------------------ | ------------------ | ------------------ | ------------------ | ------------------ | ------------------ | ------------------ | ------------------ | ------------------ | ------------------ | ------------------ | ------------------ |
| 1857               | 1869               | 1880               | 1890               | 1900               | 1910               | 1921               | 1931               | 1948               | 1953               | 1961               | 1971               | 1981               | 1991               | 2001               | 2011               |
| 505                | 556                | 561                | 341                | 543                | 458                | 723                | 573                | 541                | 574                | 566                | 480                | 336                | 236                | 149                | 106                |

## Nevezetességei
A Rózsafüzér királynője tiszteletére szentelt római katolikus plébániatemploma egy olyan dombon áll, melyen egykor illír erődítmény volt. Az 1908-as és 1925-ös egyházi sematizmus szerint 1772-ben építették, míg az 1939-es sematizmus 1760-at említ építési dátumként. Ez utóbbi tűnik a pontos adatnak, mert Garagnin érsek az 1768-as vizitáció jelentésében már említi. Hosszúsága 11, szélessége 4,80 méter. A templomban kővel burkolt, betonból épített oltár áll. Az épületet az 1970-es években renoválták. A homlokzat előtt harangtorony helyett egy oszlopokon álló, vasbetonból épített, piramisban végződő építmény áll, melyben egy harang található.